# Coda (informatica)

Rappresentazione di una coda

In informatica, una coda (in inglese queue) è una struttura dati costituita come una raccolta di entità tenute in una sequenza che può essere modificata aggiungendo entità a un estremo e rimuovendole dall'altro estremo della sequenza. Per questo motivo è una struttura di tipo FIFO (first in first out).
Un esempio pratico sono le code che si fanno per ottenere un servizio, come pagare al supermercato o farsi tagliare i capelli dal parrucchiere: idealmente si viene serviti nello stesso ordine con cui ci si è presentati. Questo è esattamente il funzionamento di una coda FIFO.
Questo tipo di struttura dati è molto utilizzata in informatica, ad esempio nella gestione delle operazioni da eseguire da parte di un sistema operativo (scheduler), ed è fondamentale nelle telecomunicazioni, in particolare nelle reti a commutazione di pacchetto, dove descrive la gestione dei pacchetti in attesa di essere trasmessi su un collegamento da un server verso un client. Le proprietà matematico-statistiche delle code sono studiate nella teoria delle code.

## Descrizione

### Operazione su una coda
Accodamento di un elementoDetta anche operazione di enqueue, serve a mettere un elemento in coda.
Estrazione di un elementoDetta anche operazione di dequeue, serve a rimuovere un elemento dalla testa della coda.

### Tipi di implementazione
Per implementare una coda viene utilizzata normalmente una lista concatenata.
Ogni elemento della lista è un elemento della coda, e dato che la coda è una struttura dati FIFO, First In First Out, l'inserimento di un elemento avviene sulla coda della lista (ossia dopo ultimo elemento) per l'operazione enqueue, mentre la rimozione di un elemento avviene sulla testa (il primo elemento) per l'operazione di dequeue. Per realizzare questo comportamento, la lista contiene due puntatori, uno per la testa (head) e uno per la coda (tail). Quando la lista ha un solo elemento testa e coda coincidono.
Un altro tipo di implementazione della struttura dati coda sfrutta un array circolare. L'array circolare viene indicizzato attraverso un indice di inizio e un indice di fine, oppure attraverso un indice di inizio e lo scostamento (offset) della fine rispetto all'inizio, che vengono aggiornati attraverso l'aritmetica modulare per realizzare una struttura circolare nella quale l'ultimo elemento è contiguo al primo.

### Implementazione coda in Java tramite lista concatenata
Ecco una semplice implementazione della coda con una lista concatenata:
```
class
 
Node
<
E
>
{
//classe nodo generico della lista

	
private
 
E
 
element
;

	
private
 
Node
 
next
;

	

	
public
 
Node
(
E
 
element
){

		
this
(
element
,
 
null
);

	
}

	

	
public
 
Node
(
E
 
element
,
 
Node
 
next
){

		
this
.
element
=
element
;

		
this
.
next
=
next
;

	
}

	

	
public
 
void
 
setNext
(
Node
 
next
){

		
this
.
next
=
 
next
;

	
}

	
public
 
E
 
getElement
(){

		
return
 
element
;

	
}

	

	
public
 
Node
 
getNext
(){

		
return
 
next
;

	
}

	

	
public
 
String
 
toString
(){

		
return
 
(
String
)
 
element
;

	
}

}

class
 
LinkedList
<
E
>
{

	
private
 
Node
 
head
,
 
tail
;
//nodi sentinella una per la testa e l'altro per la coda

	
protected
 
int
 
size
;

	

	
public
 
LinkedList
(){
//costruttore

		
head
=
tail
=
null
;

		
size
=
0
;

	
}

	
public
 
void
 
addToTail
(
E
 
element
){
// aggiungo in coda

		
Node
 
node
 
=
 
new
 
Node
(
element
);

		
if
(
tail
==
null
)

		
{

			
head
=
tail
=
node
;

		
}

		
else

		
{

			
tail
.
setNext
(
node
);

			
tail
=
node
;

		
}

		
size
++
;

	
}

	
public
 
E
 
removeToHead
(){

		
E
 
element
=
null
;

		
if
 
(
size
==
0
)
System
.
out
.
println
(
"errore coda vuota"
);
 
//stampo errore;

		
else
{

			
element
=
(
E
)
head
.
getElement
();

			
head
=
head
.
getNext
();

			
size
--
;

		
}

		
return
 
element
;

	
}

	
public
 
String
 
toString
(){

		
StringBuilder
 
str
=
 
new
 
StringBuilder
();

		
if
(
size
!=
0
){

			
Node
 
tmp
=
 
head
;

			
while
(
tmp
!=
null
){

				
str
.
append
(
tmp
.
toString
());

				
tmp
=
tmp
.
getNext
();

			
}

		
}

		
return
 
str
.
toString
();

	
}

}

public
 
class
 
Queue
<
E
>
{

	
private
 
LinkedList
<
E
>
 
lista
;

	

	
public
 
Queue
(){

		
lista
=
 
new
 
LinkedList
<
E
>
();

	
}

	
public
 
int
 
size
(){

		
return
 
lista
.
size
;

	
}

	
public
 
void
 
enqueue
(
E
 
element
){

		
lista
.
addToTail
(
element
);

	
}

	
public
 
E
 
dequeue
(){

		
return
 
lista
.
removeToHead
();

	
}

	
public
 
String
 
toString
(){

		
return
 
lista
.
toString
();

	
}

}

```

### Implementazione Coda in Java con array circolare
Ecco una semplice implementazione in Java di una coda con array circolare.
Si utilizza un array e due indici, uno per la testa e uno per la coda in modo da poter tenere conto del primo e ultimo elemento inserito. Quando un indice raggiunge la fine dell'array esso viene riportato alla posizione [0] in modo da creare una struttura circolare.
```
//	HEAD <--O <--O <--O <--O <--O TAIL

//	Enqueue	(Inserimento in coda)

//	Dequeue	(Estrazione dalla testa)

//	head = tail --> Coda vuota

public
 
class
 
ArrayQueue
<
E
>

{

	
private
 
int
 
head
,
 
tail
;

	
private
 
int
 
size
,
 
n
;

	
private
 
static
 
final
 
int
 
CAPACITY
 
=
 
1000
;

	
private
 
E
[]
 
q
;

	
public
 
ArrayQueue
(){

		
this
(
CAPACITY
);

	
}

	

	
public
 
ArrayQueue
(
int
 
capacity
)

	
{

		
head
=
tail
=
0
;

		
size
=
0
;

		
n
=
capacity
;

		
q
 
=
 
(
E
[]
)
 
new
 
Object
[
capacity
]
;

	
}

	

	
public
 
void
 
enqueue
(
E
 
element
)

	
{

		
if
(
size
==
n
){

			
System
.
out
.
println
(
"errore coda piena"
);

			
return
;

		
}

		
q
[
tail
]
 
=
 
element
;

		
tail
 
=
 
(
tail
+
1
)
 
%
 
n
;
//(si sfrutta il modulo per gestire gli indici in maniera circolare--sdf)

		
size
++
;

	
}

	

	
public
 
E
 
dequeue
()

	
{

		
if
(
size
==
0
){

			
System
.
out
.
println
(
"errore coda vuota"
);

			
return
 
null
;

		
}

		
E
 
tmp
 
=
 
q
[
head
]
;

		
q
[
head
]=
null
;

		
head
 
=
 
(
head
+
1
)
 
%
 
n
;
//(si sfrutta il modulo per gestire gli indici in maniera circolare--sdf)

		
size
--
;

		
return
 
tmp
;

	
}

	
public
 
boolean
 
isEmpty
()

	
{

		
return
 
size
==
0
;

	
}

	
public
 
String
 
toString
()

	
{

		
StringBuilder
 
str
 
=
 
new
 
StringBuilder
(
""
);

		
int
 
cont
=
0
;

		
for
(
E
 
element
 
:
 
q
)

		
{

			
if
(
element
 
!=
 
null
)

			
{

				
str
.
append
(
element
);
 
cont
++
;

					
if
(
cont
<
size
)

						
str
.
append
(
"\n"
);

			
}

		
}

		

		
return
 
str
.
toString
();

	
}

}

```